# Mittenothamnium atroviride
Mittenothamnium atroviride är en bladmossart som beskrevs av Jules Cardot 1913. Mittenothamnium atroviride ingår i släktet Mittenothamnium och familjen Hypnaceae. Inga underarter finns listade i Catalogue of Life.